# Amphidrina intaminata
Amphidrina intaminata là một loài bướm đêm trong họ Noctuidae.